# Desmiphora mirim
Desmiphora mirim är en skalbaggsart som beskrevs av Martins och Maria Helena M. Galileo 2002. Desmiphora mirim ingår i släktet Desmiphora och familjen långhorningar. Inga underarter finns listade i Catalogue of Life.